# Новоскелеватое
Новоскелеватое (укр. Новоскелювате) — село,
Александровский сельский совет,
Покровский район,
Днепропетровская область,
Украина.
Код КОАТУУ — 1224280513. Население по переписи 2001 года составляло 50 человек.

## Географическое положение
Село Новоскелеватое находится на левом берегу реки Гайчур,
выше по течению на расстоянии в 4 км расположено село Братское,
ниже по течению на расстоянии в 4,5 км расположено село Старокасьяновское,
на противоположном берегу — село Писанцы.
Рядом проходzт автомобильная дорога Н-15 и
железная дорога, станция Мечетная в 6-и км.